# Alcebíades Estêvão Furtado
Alcebíades Estevão Furtado (Belém, 1862 — , ) foi um advogado e escritor brasileiro.

## Biografia
Formado em direito pela Faculdade de Direito de Recife, atual Universidade Federal de Pernambuco, Alcebíades Furtado foi promotor público em Ponta Grossa, juiz de direito em Araruama e Campos, e juiz municipal em Paraíba do Sul. Em 1910 assumiu a direção do Arquivo Nacional, então Arquivo Público Nacional, permanecendo no cargo até 1915. Sua gestão à frente da instituição foi marcada pela criação de um Curso de Diplomática e pela implantação de um novo regulamento, por meio do decreto n.º 9.197, de 9 de dezembro de 1911, que alterou a estrutura administrativa. Além disso, viu-se envolvido em um escândalo na época. "Uma carta em papel timbrado do Arquivo Nacional endereçada a Ramalho Ortigão, datada de 13 de junho de 1914, se manifestava contra a 'impatriótica campanha' movida pela imprensa contra a instituição, ao que parece, as acusações feitas contra o seu diretor Alcibíades Furtado. Em março do ano seguinte, o ministro do Interior mandou responsabilizar criminalmente Furtado, então ex-diretor do Arquivo, por 'se aproveitar das oficinas de sua repartição para trabalhos particulares'".

## Obras
- 1908 - No meio do caminho
- 1910 - Biografia de Hipólito José da Costa Pereira Furtado de Mendonça